# Обмен (повесть)
«Обмен» — повесть Юрия Трифонова, написанная в 1969 году и впервые опубликованная в том же году в декабрьском номере журнала «Новый мир». Относится к так называемым «московским», «городским» повестям писателя.

## Значимые персонажи
- Виктор Георгиевич Дмитриев, 38 лет.
- Лена, жена Дмитриева.
- Ксения Фёдоровна, мать Дмитриева.
- Лора, сестра Дмитриева.
- Феликс, муж Лоры.
- Вера Лазаревна и Иван Васильевич Лукьяновы, родители Лены.
- Таня, коллега и бывшая любовница Дмитриева.
- Фёдор Николаевич, дед Дмитриева.

## Сюжет
Мать главного героя повести, Дмитриева, смертельно больная женщина, и жена предлагает ему обменять их комнату в коммунальной квартире и комнату матери на двухкомнатную квартиру, чтобы комната матери не «пропала» после её смерти. Дмитриев понимает бестактность и неуместность такого обмена, тем более зная о взаимной нелюбви Лены и свекрови, и пытается уклониться от необходимости им заниматься. Однако его бездействие, невмешательство приводит к тому, что обмен всё же совершается незадолго до смерти Ксении Фёдоровны.
Ретроспективно рассказывается о детстве и юности Дмитриева, начале его отношений с Леной и её родственниками, о том, как постепенно распадалась их семья.